# Uasilaʻa Heleta
Uasilaʻa Heleta (* 27. Februar 1987 auf Amerikanisch-Samoa), auch in der Schreibweise Uasi Heleta, ist ein amerikanisch-samoanischer Fußballspieler auf der Position des Linksverteidigers. Er ist aktuell bei Lion Heart in der Hauptstadt Pago Pago und in der amerikanisch-samoanischen Fußballnationalmannschaft aktiv.

## Karriere

### Verein
Seine Karriere auf Vereinsebene verbrachte Heleta bislang in seiner amerikanisch-samoanischen Heimat. Er begann seine Profikarriere im Jahr 2004 bei den Pago Boys in der FFAS Senior League. Nach nur einer Saison wechselte er zum Ligakonkurrenten Pago Youth, mit denen er 2008 seinen ersten Titel gewann. Mit dem Verein gewann Heleta von 2010 bis 2018 sechsmal die amerikanisch-samoanische Meisterschaft. Auf internationaler Vereinsebene scheiterte er mit seinen Team jedoch bei allen Teilnahmen bereits in der Qualifikationsrunde. Zur Saison 2019 wechselte er innerhalb der Liga zum Lion Heart FC, für den er auch aktuell noch aktiv ist.

### Nationalmannschaft
Sein Debüt für die amerikanisch-samoanischen Fußballnationalmannschaft gab Heleta am 10. Mai 2004 im Rahmen der Weltmeisterschafts-Qualifikation gegen Samoa. Er nahm an mehreren Qualifikationsspielen für den OFC Nations Cup teil, konnte bisher jedoch keine nennenswerten Erfolge erzielen. Seinen bislang letzten Einsatz im Trikot der Nationalelf absolvierte er am 18. Juli 2019 gegen die Mannschaft aus Tahiti im Rahmen der XVI. Pazifikspiele.

### Erfolge
Amerikanisch-samoanischer Meister: 2008, 2010, 2011, 2012, 2016, 2017, 2018